# ويلينغتون لويس فارياس دا سيلفا
ويلينغتون لويس فارياس دا سيلفا هو لاعب كرة قدم برازيلي في مركز حراسة المرمى، ولد في 4 يناير 1995. لعب مع نادي ماريتيمو.

## وصلات خارجية
- ويلينغتون لويس فارياس دا سيلفا على موقع قاعدة بيانات كرة القدم.إي يو (الإنجليزية)
- ويلينغتون لويس فارياس دا سيلفا على موقع Soccerway.com (الإنجليزية)
- ويلينغتون لويس فارياس دا سيلفا على موقع AS.com (الإسبانية)